# E411 (trasa europejska)
E411 – trasa europejska biegnąca przez Belgię oraz Francję. Zaliczana do tras kategorii B droga łączy Brukselę z Uckange. Jej długość wynosi 281 km.

## Przebieg trasy
- Bruksela E19 E40
- Wavre
- Ottignies-Louvain-la-Neuve
- Namur E42
- Arlon E25
- Longwy
- Metz E21 E23 E25 E50
- Uckange